# Чернь (Тульская область)
Чернь — рабочий посёлок в Тульской области России. Административный центр Чернского района. Образует городское поселение рабочий посёлок Чернь.
Население — 6156 человек (2021).

## География
Посёлок расположен практически полностью на левом берегу реки Чернь и в меньшей своей части на правом, на автомагистрали М2 «Крым», в 104 км к югу от Тулы и в 84 км к северу от Орла .

## История
«На Черни острог в Одоевском же уезде» упоминается в июле 1566 года в духовной грамоте князя М. И. Воротынского. Имеется также упоминание Черни в 1571 году в числе сторожевых пунктов, зависевших от города Новосиля.
Позднее, как видно из описи 1632 года, Чернь была включена в число городов Белгородской линии и служила сборным пунктом для войск. Населен был острог служилыми людьми — городовыми казаками, стрельцами и пушкарями. А так как они относились к разным Приказам, то и жили отдельными друг от друга слободами, примыкающими к острогу. Как и большинство крепостей такого рода, Чернская крепость была деревянной, из остро заточенных бревен, поставленных в тын. Сохранилось описание крепости 1678 года: «Город Чернь построен на речке Чернь стоячим острогом. По городу 9 башень, в том числе 3 башни с проезжими воротами, 6 башень глухих». Перед стенами подобных крепостей, как правило, был ров, делались лесные завалы, разбрасывался «чеснок», то есть делалось все это для того, чтобы затруднить продвижение татарской конницы. Остатки деревянной крепости с воротами, башнями и бойницами, существовали ещё в середине XVIII века.
В 1708 году Чернь приписана к Азовской губернии, в 1719 году зачислена в Орловскую провинцию Киевской губернии, в 1732 — в ту же провинцию Белгородской губернии.
В 1777 году Чернь становится уездным городом Чернского уезда Тульского наместничества, в 1796 году оставлена за штатом, а в 1802 — снова сделана уездным городом Чернского уезда уже Тульской губернии.
В XIX веке основным видом производства в Черни являлось сельское хозяйство и сахарная промышленность.
13 января 1918 года в городе установлена советская власть.
В августе 1924 года город становится центром Чернского района (с 1937 года в Тульской области).
В 1926 году город переведен в разряд сельских населённых пунктов, с 1971 года — рабочий посёлок (посёлок городского типа).
Сейчас Чернь представляет собой достаточно развитый населённый пункт, который имеет развитую инфраструктуру, магазины, больницу, школы, детские сады.

### Герб
Описание Герба гласит: «В серебряном поле протекающая река Черная, сей цвет доказывает ее глубину, а по обеим ее сторонам по зеленому снопу травы». Высочайше пожалован 8 марта 1778 года.

## Название
В настоящее время наиболее обсуждаемыми остаются 3 версии относительно происхождения названия посёлка. Первая представляется наиболее мифологизированной. Согласно ей, Екатерина вторая — императрица всероссийская (годы правления: с 1762 по 1796), проезжая через данный населённый пункт, который уже имел название Чернь (исходя из текста духовной грамоты князя М. И. Воротынского) с июля 1566 года, была поражена обилием грязи и нищих на улицах и воскликнула «Какая чернь!». После этого слово «чернь», ставшее именем собственным и закрепилось за названием посёлка. Вторая и третья версии связывают происхождение названия населённого пункта с названием протекающей в нём реки — Чернь. Происхождение данного гидронима сторонники второй версии объясняют тем, что испокон веков берега этой реки населялись людьми низкого социального происхождения, за которыми и закрепилось собирательное название «чернь», которое было в последующем перенесено на реку. Согласно третьей версии, название реки Чернь происходит от слова «чёрная», то есть глубокая (чёрная потому что не видно дна). Подтверждение данной теории можно также обнаружить в историческом описании герба Черни, утверждённого в 1778 году, где также проводится параллель между названием реки и её глубиной: «Въ серебряномъ полѣ протекающая рѣка Чёрная; сей цвѣтъ доказываетъ ея глубину». Последняя версия представляется наиболее правдоподобной.

## Население
| 1897  | 1926  | 1939  | 1959  | 1970  | 1979  | 1989  | 2002  | 2010  |
| ----- | ----- | ----- | ----- | ----- | ----- | ----- | ----- | ----- |
| 2600  | ↗3300 | ↘2975 | ↘1821 | ↗2899 | ↗4992 | ↗6184 | ↗6883 | ↘6405 |
| 2012  | 2013  | 2014  | 2015  | 2016  | 2017  | 2018  | 2019  | 2020  |
| ↘6375 | ↗6387 | ↘6386 | ↘6367 | ↗6387 | ↗6394 | ↘6348 | ↘6270 | ↘6204 |
| 2021  |       |       |       |       |       |       |       |       |
| ↘6156 |       |       |       |       |       |       |       |       |

Национальный состав
По итогам переписи населения 2020 года проживали следующие национальности (национальности менее 0,1 % и другое см. в сноске к строке «Другие»):
| Национальность | Численность, чел. | Доля     |
| -------------- | ----------------- | -------- |
| Русские        | 5536              | 89,93 %  |
| Армяне         | 181               | 2,94 %   |
| Украинцы       | 54                | 0,88 %   |
| Таджики        | 23                | 0,37 %   |
| Азербайджанцы  | 22                | 0,36 %   |
| Татары         | 21                | 0,34 %   |
| Узбеки         | 12                | 0,19 %   |
| Рутульцы       | 12                | 0,19 %   |
| Белорусы       | 9                 | 0,15 %   |
| Грузины        | 9                 | 0,15 %   |
| Немцы          | 8                 | 0,13 %   |
| Другие         | 269               | 4,37 %   |
| Итого          | 6156              | 100,00 % |

## Местное самоуправление
В рамках организации местного самоуправления образует городское поселение рабочий посёлок Чернь.
Площадь городского поселения — 8,60 км². Процент от площади муниципального района — 0,53 %.
Статус и границы городского поселения установлены 3 марта 2005 года.
Глава городского поселения — Греков Игорь Александрович (с октября 2014 года).

## Инфраструктура
В посёлке Чернь находится профессиональное училище № 54 и Чернский профессионально-педагогический колледж, имеющий пятиэтажное общежитие и двухэтажный учебный корпус.
На самой длинной улице посёлка (улица Свободная — протяжённость более 4 километров) находится физкультурно-оздоровительный комплекс с спортзалом, тренажёрным залом и бассейном.
В Черни имеется такси. На трассе М2 в черте посёлка расположены два мотеля, один из которых имеет большую стоянку для большегрузных машин. В посёлке две бензозаправки: на въезде с восточной и западной стороны.

## Достопримечательности

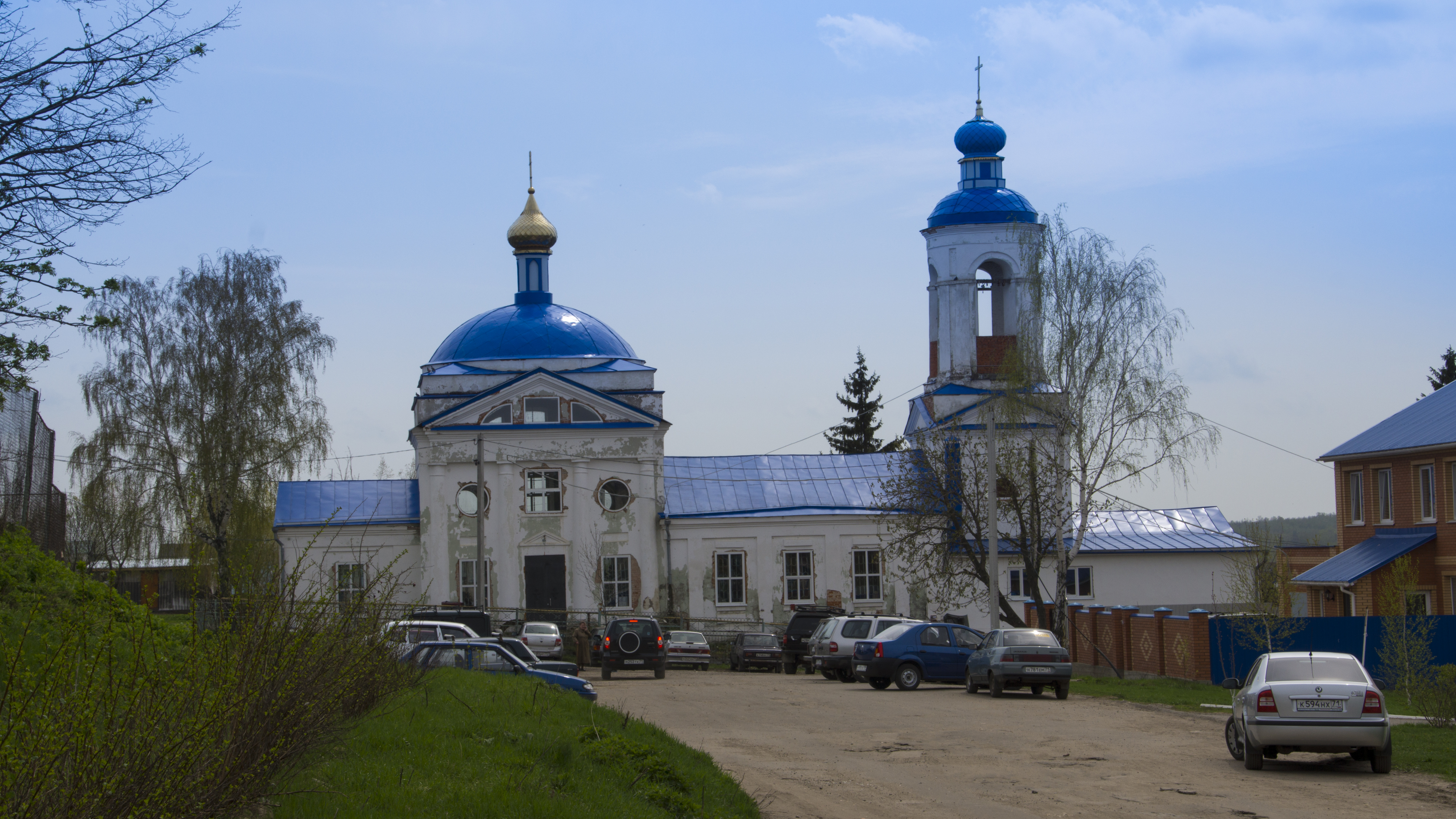
Церковь Покрова Пресвятой Богородицы

В Черни находится церковь Покрова Пресвятой Богородицы.
Чернь — родина Н. А. Вознесенского, академика, экономиста, председателя Госплана СССР. С 1983 года в доме Н. А. Вознесенского располагается Чернский историко-краеведческий музей, где помимо мемориальных вещей экспонируются предметы крестьянского быта района.

Л. Н. Толстой и И. С. Тургенев

Один памятник Черни изображает стоящих рядом двух писателей Льва Толстого и Ивана Тургенева, родовые имения которых располагались в том числе и в Чернском уезде.
В Черни провёл детские и юношеские годы писатель-натуралист Г. А. Скребицкий. О годах, проведенных в Черни, он рассказывает в автобиографических повестях «От первых проталин до первой грозы», «У птенцов подрастают крылья».
В дни Великой Отечественной в Черни останавливались по дороге на фронт писатели Константин Симонов, Константин Федин, Борис Пастернак.
Недалеко от Черни находится Автомузей Михаила Красинца.
На железнодорожной станции «Чернь» установлен памятник-бронепоезд, посвящённый победе советских войск в Курской битве.

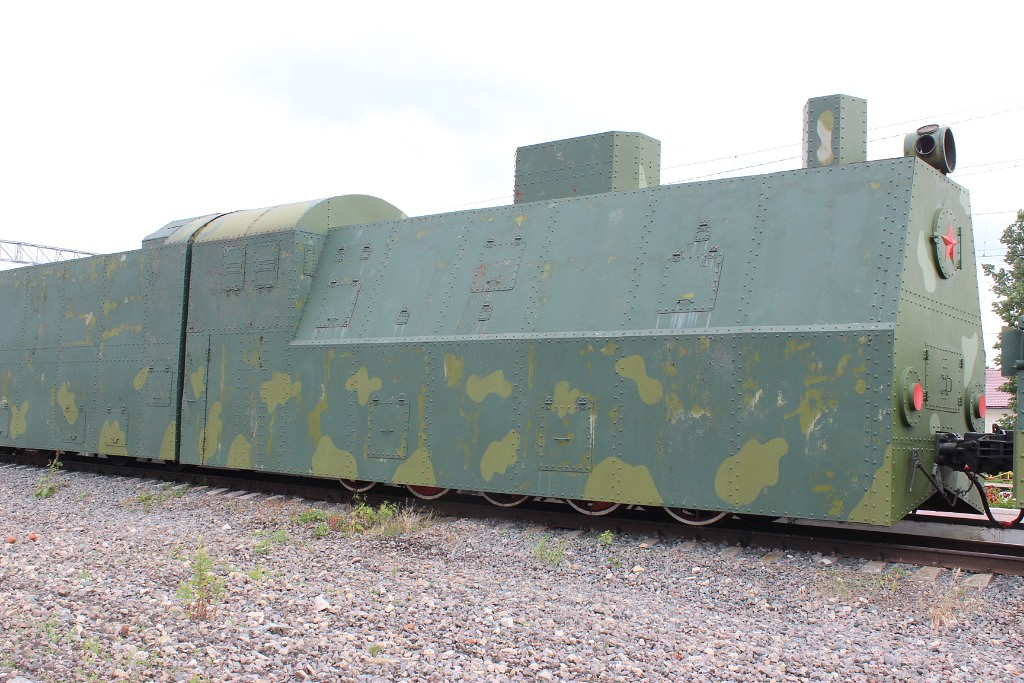
Бронепоезд в Черни
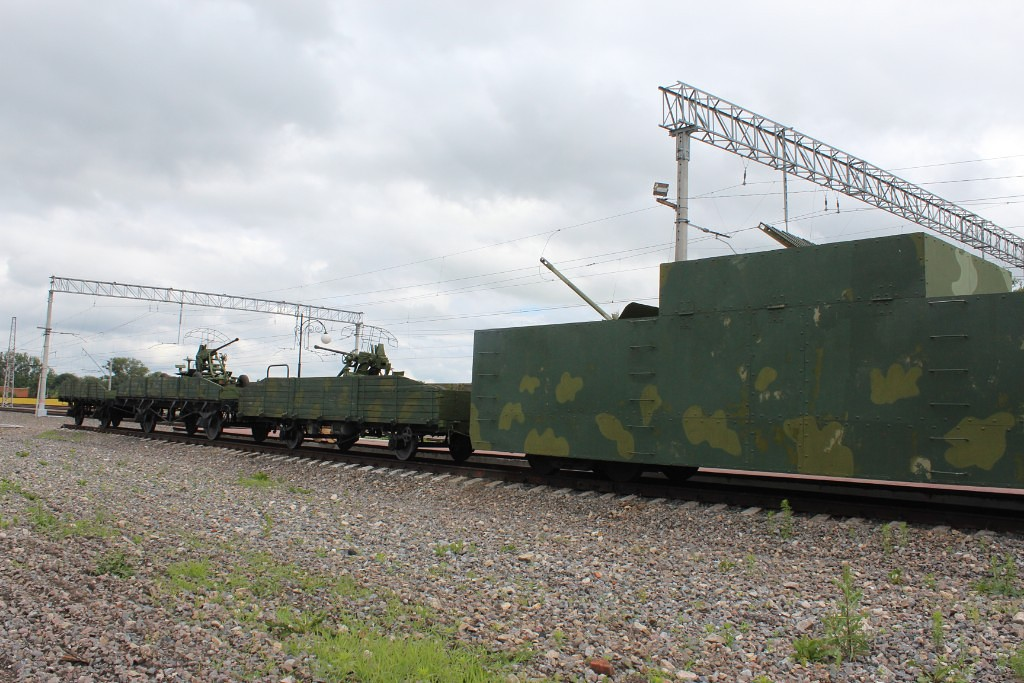
Бронепоезд в Черни
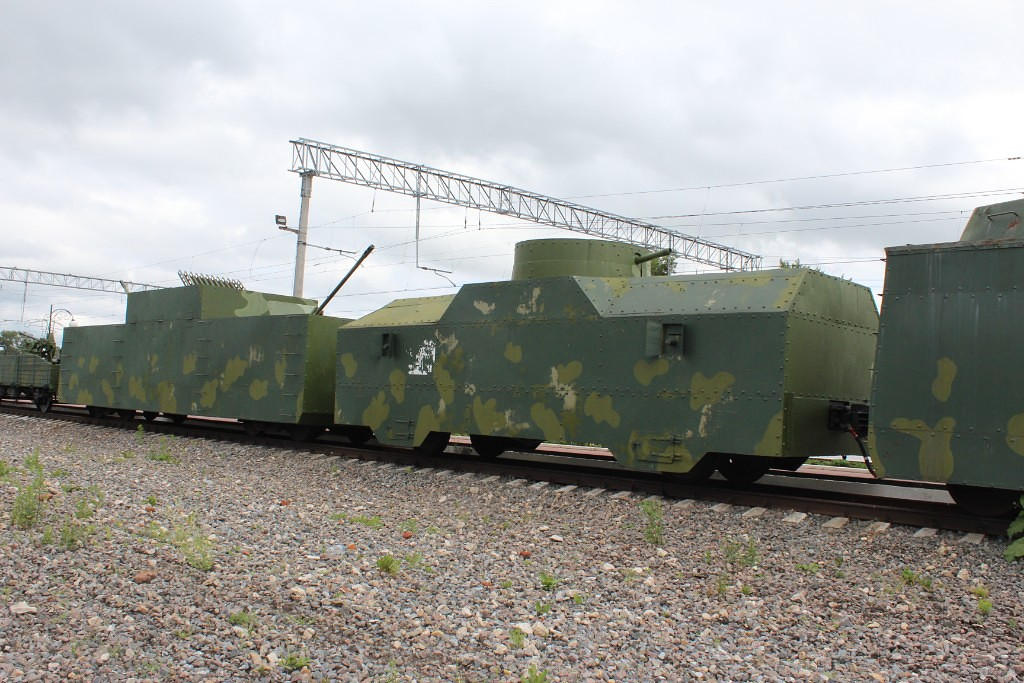
Бронепоезд в Черни

## Города-побратимы
- Курск (Россия)